# Paper (artikel)
Een paper is een schriftelijke versie van een lezing.
Als er een wetenschappelijk congres plaatsvindt, of een wetenschappelijk tijdschrift brengt een themanummer uit, dan is er ruim van tevoren vaak een zogenaamde call for papers. Op dat moment vragen de organisatoren of redacteuren aan iedereen die zich geroepen voelt om een (voorstel voor) een paper in te dienen. Het gaat in dat geval om een wetenschappelijk verantwoorde tekst, waaraan meestal ook een woordlimiet is verbonden. Bij een congres of symposium is het de schriftelijke versie van een lezing die de indiener graag zou willen houden. Ook in dat geval geldt dat de tekst wetenschappelijk verantwoord moet zijn. Een call for papers wordt tegenwoordig eigenlijk altijd via het internet gedaan.
Het gebruik van de term paper onder wetenschappers blijft veelal beperkt tot bovenstaande situaties. Als een onderzoeker op eigen initiatief een bijdrage aan een boek of tijdschrift wil leveren, spreekt men vaak gewoon van een artikel of essay. 
Een paper heeft in geen geval de lengte of status van een boek. Hooguit wordt een aantal papers, bijvoorbeeld de bijdragen aan een congres, gebundeld, en zo in boekvorm uitgebracht. Dit laatste voorbeeld geeft ook aan waarom de organisatoren van een congres of symposium meestal om de schriftelijke versie van een mondelinge bijdrage vragen.